# 向井千瑛
向井 千瑛（むかい ちあき、1987年12月24日 - ）は、日本棋院東京本院所属の囲碁女流棋士。東京都板橋区出身。本田幸子七段門下、六段。夫は杉本明八段で、息子が1人いる。

## 経歴
向井三姉妹の三女で、姉に同じくプロ棋士の三村芳織、長島梢恵。姉妹のなかでは最も早く入段を果たした。小林4姉弟（小林千寿、孝之準棋士、健二、覚）は、母の従兄弟にあたる（小林の父と向井の母方祖父が兄弟）。義理の兄に三村智保（芳織の夫）。
姉とともに囲碁を覚え、本田幸子の開催する本田会で研鑽を続ける。
1997年、板橋区立高島第七小学校4年で、少年少女囲碁大会小学生の部に出場し、最年少記録タイで優勝する井山裕太に敗れ、5位入賞。
1998年、同小5年の、少年少女囲碁大会小学生の部で連覇を達成する井山に敗れ6位。
1999年、同小6年の、少年少女囲碁大会小学生の部で女子では3人目となる優勝（他に石井茜、万波佳奈が達成）。第2回全日本こども囲碁大会でも準優勝。
2000年、板橋区立高島第二中学校1年で、少年少女囲碁大会中学生の部で5位。全日本こども囲碁大会では前年に引き続き、準優勝。その後院生となる。
2001年の棋士採用試験では18位（入段者は黄翊祖・三谷哲也・大橋拓文）、2002年は13位（入段者は安斎伸彰・大場惇也・古家正大）に終わり、入段できず。
2003年の冬季棋士採用試験も7位に終わったが（入段者は村上晶英・謝依旻）、女流棋士採用試験で1位となり、2位の奥田あやと共に入段を果たした。
2007年、第20期女流名人戦敗者復活戦で姉梢恵と初の姉妹対決。千瑛が勝つ。その後勝ち進み、姉芳織との初公式戦対局。こちらは姉芳織が勝利した。
2008年、第11期女流棋聖戦で挑戦手合に進出（当時最年少挑戦者）。梅沢由香里に挑むも2連敗で自身初のタイトル戦挑戦手合は失敗。
2010年、第22期女流名人戦リーグで5勝1敗で挑戦者となり、謝依旻に挑むも2連敗で2回目の挑戦も失敗。6月1日に第16回アジア競技大会の日本代表に選出された。梅沢を下し第29期女流本因坊戦挑戦者となる。これにより、女流3大タイトル全ての挑戦者となるも、謝に3連敗で3回目の挑戦も失敗。第8回正官庄杯世界女子囲碁最強戦に初出場、金恵敏五段に黒番中押し勝ち、宋容慧五段に黒番中押し負け。
2011年、第23期女流名人戦で前年に続き挑戦手合に進出。初戦に勝利し、リーチを掛けた第2局は3月11日に行われたが、東日本大震災により女流名人戦初の打ちかけとなり、再開局で敗れる。結局第3局も敗れ4回目の挑戦も失敗。第59回NHK杯テレビ囲碁トーナメントでは自身初出場。9月28日からは、因縁の謝を相手に4回目の番勝負となる第30期女流本因坊戦に挑戦。初戦こそ勝ったがその後3連敗を喫し、5回目のタイトル挑戦も失敗。11月17日、第24期女流名人戦・挑戦者決定リーグ戦において吉田美香を破り、1敗がいなくなったため、3年連続の女流名人挑戦が確定。これにより謝への挑戦は5回目、通算では6回目のタイトル挑戦。第2回穹窿山兵聖杯世界女子囲碁選手権で王晨星二段に白番中押し勝ち、芮廼偉九段に黒番中押し負け。
2012年2月29日、東大阪市の大阪商業大学にて行われた第24期女流名人戦第1局で黒番15目半負けの大敗。続く3月14日、京都市の平安女学院・有栖館にて行われた第2局も白番1目半負けに終わり2連敗、通算6回目のタイトル挑戦も失敗に終わった。
2013年9月、杉本明八段と結婚。11月27日、第32期女流本因坊戦で6連覇中の謝依旻を3勝2敗で破り、タイトル挑戦7回目（うち6回は謝への挑戦）、女流本因坊戦3度目の挑戦で念願のタイトル奪取に成功。
2014年5月、長男誕生。第33期女流本因坊戦ではこの年史上最年少での女流タイトル獲得を果たしている藤沢里菜二段の挑戦を受ける。謝依旻以外の棋士との挑戦手合は2008年以来となったが、0勝3敗のストレート負けを喫し、防衛失敗となった。
2016年7月17日、第3回扇興杯女流囲碁最強戦準優勝（謝依旻に負け）。
2024年の立葵杯では、準決勝で上野梨紗女流棋聖、挑決で牛栄子女流最強を破り、上野愛咲美への挑戦権獲得も三番勝負で敗れる。
2025年のドコモ杯女流棋聖戦では、挑決で上野愛咲美立葵杯を破り、上野梨紗女流棋聖への挑戦権獲得も三番勝負で敗れる。

## 昇段・成績
- 2004年 初段
- 2007年7月13日 二段（勝星規定）
- 2009年4月1日 三段（賞金ランキング）
- 2010年2月1日 四段（賞金ランキング）
- 2011年 賞金ランキング第18位、女流第2位（女流1位は謝、第6位）
- 2012年2月1日 五段（賞金ランキング）
- 2021年2月20日 六段（勝星規定）[21]

## タイトル履歴
- 女流本因坊 1期（2013年・第32期）

登場回数 9回　獲得合計 1期

## 受賞履歴

### 棋道賞
- 女流賞 1回（2013年・第47回）